# Hjalmar Fredriksson
August Hjalmar Fredriksson, född 17 mars 1899 i Hyltinge församling, Södermanland, död 20 februari 1956 i Oscars församling i Stockholm, var en svensk skulptör och konsthantverkare.
Fredriksson studerade skulptur vid olika ateljéer i Sverige, Finland och Ryssland. Hans konst består av mindre statyetter och konsthantverksföremål. Bland hans offentliga arbeten märks en kopia av Carl Milles  staty Gustav Vasa för Nordiska museet samt arbeten för Stockholms stadshus och Storkyrkan i Stockholm.
Fredriksson satt i styrelsen för det pronazistiska Samfundet Manhem när föreningen grundades 1934. Han är begravd på Skogskyrkogården i Stockholm.